# Henry Phipps, 1. Earl of Mulgrave

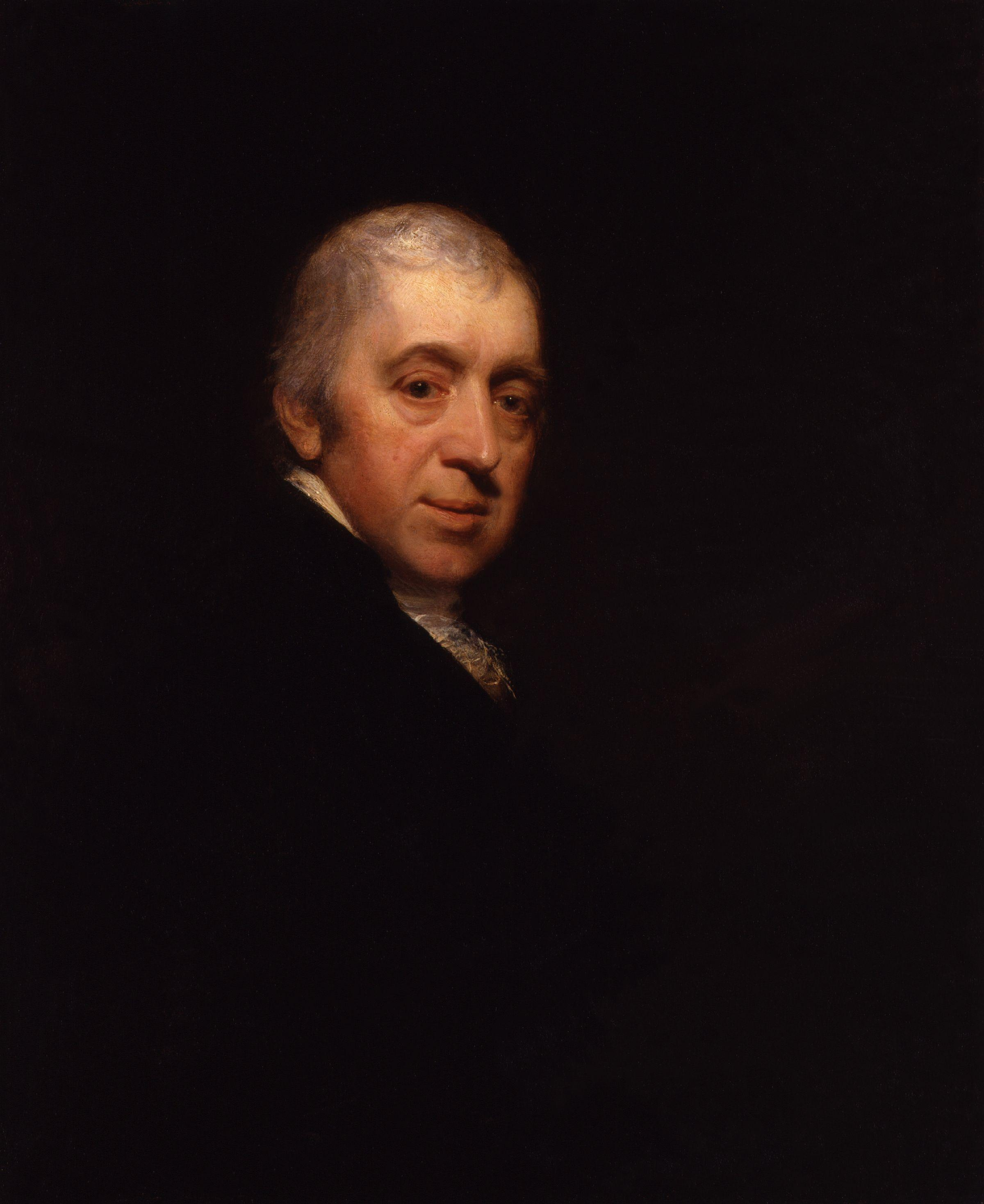
Henry Phipps, 1. Earl of Mulgrave

Henry Phipps, 1. Earl of Mulgrave (* 14. Februar 1755; † 7. April 1831) war ein britischer General und Politiker.

## Leben
Phipps wurde am Eton College und am Middle Temple ausgebildet und trat 1775 in die britische Armee ein. Hier wurde er bis zum General befördert. Er versah seinen Dienst während des Amerikanischen Unabhängigkeitskrieges in der Karibik. 1784 wurde er für den Wahlkreis Totnes in das britische Unterhaus gewählt. Hier unterstützte er die Politik von Pitts, mit dem er allmählich enge Freundschaft schloss. 1790 wurde er für Scarborough, Yorkshire gewählt.
Er erbte 1792 beim Tode seines Bruders Constantine Phipps, 2. Baron Mulgrave, den Titel Baron Mulgrave in der Peerage of Ireland, den der Vater erhalten hatte, aber nicht den gleichlautenden britischen Titel. Aus diesem Grunde konnte er Mitglied des Unterhauses bleiben.
1793 wurde Phipps auf eine Mission zum König Viktor Amadeus III. von Sardinien in Turin entsandt. Er erhielt daher kurzzeitig den Befehl über die britischen Landtruppen vor Toulon, die die Stadt gerade einnahmen. Nach dem Eintreffen höherer Offiziere wurde er jedoch ersetzt.
Ein Jahr später erhielt Phipps -wie schon sein Bruder- die Baronie nochmals in der Peerage of Great Britain verliehen, womit ein Sitz im House of Lords verbunden war. 1799 wurde Phipps zu einer militärischen Sondermission gesandt, die ihn ins Hauptquartier der österreichischen Truppen unter Erzherzog Karl führte, wo er die Österreicher zu einem Verbleiben in der Schweiz veranlassen sollte, entgegen deren Plänen, an den Mittelrhein zu gehen. Seine Bemühungen waren jedoch vergeblich.
Phipps unterstützte Pitt auch nach seinem Rücktritt vom Amt des Premierministers 1801 und erhielt als Gegenleistung für seine Loyalität das Amt des Chancellor of the Duchy of Lancaster (1804 bis 1805) in Pitts zweiter Regierung. Von 1805 bis 1806 war er britischer Außenminister; er half Pitt bei der Formierung der dritten Koalition gegen Napoleon I.
Nach dem Tode Pitts und der Bildung der neuen Regierung (Regierung aller Talente) ging Mulgrave zusammen mit den anderen Anhängern Pitts in die Opposition, kehrte aber nach der erneuten Machtübernahme der Pitt-Gefolgschaft wieder in verschiedene Ämter zurück:
- von 1807 bis 1810 als Erster Lord der Admiralität[3]
- von 1810 bis 1819 als Generalfeldzeugmeister
- und dann bis 1820 als Minister ohne besondere Aufgaben.

Als Erster Lord der Admiralität war er an der Vorbereitung der erfolgreichen Bombardierung von Kopenhagen (1807) als auch der desaströsen Walcheren-Expedition (1809) beteiligt. Nach der Übernahme des Amtes des Generalfeldzeugmeisters war Phipps politisch weniger aktiv.
1812 wurde er zum Earl of Mulgrave erhoben. Henry Phipps starb am 7. April 1831.

## Familie
Seit 1795 war er verheiratet mit Martha Sophia Maling. Mit ihr hatte er fünf Kinder.